# Участок 5
Участок 5 (каз. Бесінші уч) — упразднённый населённый пункт в Индерском районе Атырауской области Казахстана. Входил в состав Орликовского сельского округа. Код КАТО — 234047131. Упразднён в 2010-е годы.

## География
Располагался на канале Айсан в 185 км к юго-востоку от села Орлик и в 29 км от села Таскала.

## История
По данным на 1989 г. участок Гогольск входил в состав Орликовского сельсовета Индерского района.

## Население
По данным всесоюзной переписи 1989 года в населённом пункте участок Гогольск проживал 191 человек, основное население казахи.
В 1999 году население участка 5 составляло 178 человек (105 мужчин и 73 женщины). По данным переписи 2009 года, в населённом пункте отсутствовало постоянное население.